# Federatie Nederlandse Vakbeweging

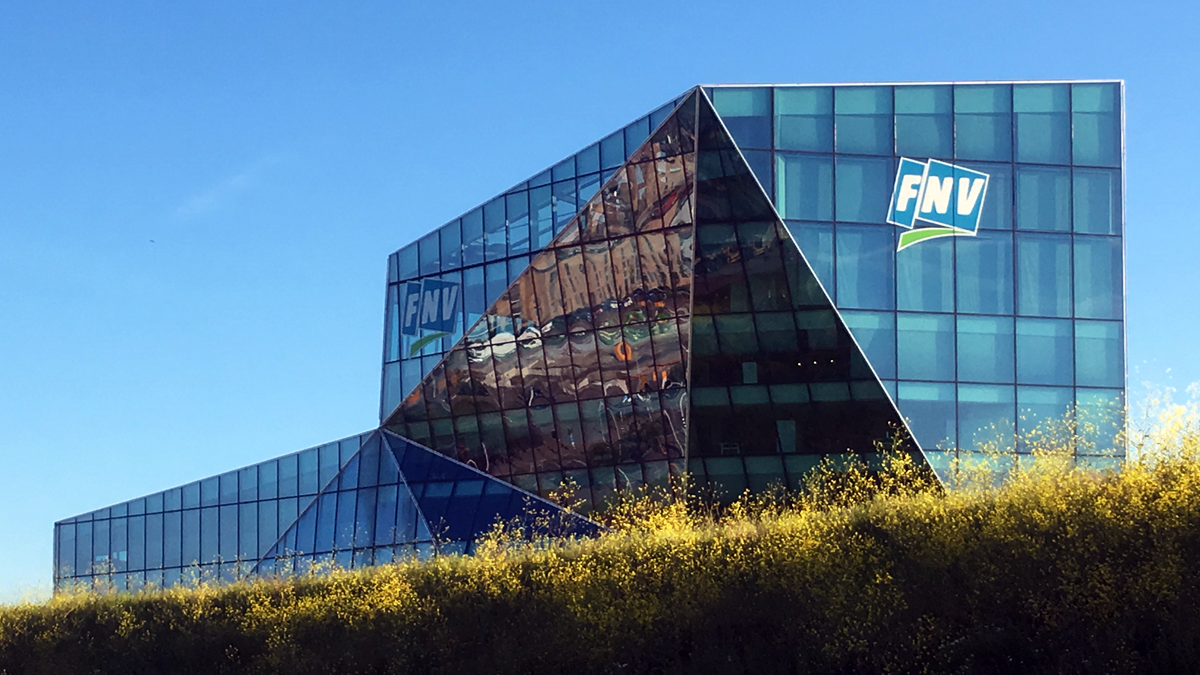
Zentrale des Niederländischen Gewerkschaftsbunds in Utrecht (2018)

Die Federatie Nederlandse Vakbeweging (FNV, Niederländischer Gewerkschaftsbund) ist ein niederländischer Gewerkschaftsbund. Mit etwa 1,2 Millionen Mitgliedern ist sie in den Niederlanden die größte ihrer Art. Die FNV ist Mitglied des Internationalen Gewerkschaftsbundes (IGB) und des Europäischen Gewerkschaftsbundes (EGB). In der Mitgliederliste des IGB wird die Mitgliedschaft mit 1.077.000 angegeben (Stand: November 2017).

## Geschichte
Die FNV entstand 1976 im Rahmen von Gesprächen mehrerer Gewerkschaften über eine intensivierte Zusammenarbeit. Zu Zeiten der Versäulung der Niederlande hatten die einzelnen Bevölkerungsgruppen ihre eigene Gewerkschaft, drei von diesen, der Nederlands Verbond van Vakverenigingen (NVV, sozialistisch), der Nederlands Katholiek Verbond (NKV, katholisch) und der Christelijk Nationaal Vakverbond (CNV, reformiert) waren an den Gesprächen beteiligt, die zu einer Zeit stattfanden, als die gesellschaftliche Bedeutung der Versäulung bereits erheblich abgenommen hatte. Da der CNV jedoch beschloss, als eigenständige Gewerkschaft fortzubestehen, kam der Zusammenschluss nur zwischen dem NVV und dem NKV zustande. Zunächst blieben die beiden Gewerkschaften innerhalb ihres Zusammenschlusses noch als einzelne Einheiten bestehen, mit dem formalen Zusammenschluss zum 1. Januar 1982 hörten sie endgültig auf zu existieren. Erster Vorsitzender der FNV wurde Wim Kok, der zuvor seit 1973 Vorsitzender der NVV gewesen war.

## Aufgaben und Struktur
Die FNV vertritt hauptsächlich Arbeitnehmer aus unterschiedlichsten Berufsgruppen. Sie ist maßgeblich an den Aushandlungen der Tarifverträge (ndl. Collectieve Arbeidsovereenkomst, CAO) beteiligt. Oberstes beschlussfassendes Organ ist der Federatiecongress, der mindestens einmal alle vier Jahre zusammentritt und aus Vertretern der Einzelgewerkschaften gebildet wird. Der Federatiecongress wählt die Mitglieder des Vorstands (Federatiebestuur), der aus vier Personen besteht. Der Federatieraad besteht aus dem Vorstand und den Vorsitzenden der Einzelgewerkschaften. Er tagt alle zwei Wochen.
Die FNV ist Mitglied im Internationalen Gewerkschaftsbund. Sie besteht zurzeit aus den folgenden Einzelgewerkschaften:
- ABVAKABO FNV (Öffentlicher Dienst)
- AOb (Bildung)
- FNV Bondgenoten (Industrie, Handel, Verkehr, Dienstleistungen)
- FNV Bouw (Bausektor)
- FNV KIEM (Kunst und Medien)
- FNV Horecabond (Gastronomie / Hotels)
- FNV Mooi (Kosmetikbranche)
- NPB (Polizei)
- Nautilus NL (Schifffahrt)
- NVJ (Journalisten)
- AFMP (Militär)
- Marver (Grenzschutz)
- Fed. FNV Sport (Sport)
- FNV Zelfstandige (Selbständige / Freiberufler)
- Zelfstandigen bouw (Selbständige im Bausektor)
- FNV Vrouwenbond (Frauenverband)

## Vorsitzende
| Wim Kok                                      | 1976–1986 |
| Hans Pont                                    | 1986–1988 |
| Johan Stekelenburg                           | 1988–1997 |
| Lodewijk de Waal                             | 1997–2005 |
| Agnes Jongerius                              | 2005–2012 |
| Ton Heerts                                   | 2012–2016 |
| Catelene Passchier, Ruud Kuin, Gijs van Dijk | 2016–2017 |
| Han Busker                                   | 2017–2021 |
| Tuur Elzinga                                 | 2021–     |